# Eleutherodactylus cooki
El coquí guajón (Eleutherodactylus cooki) es una especie de rana nativa del sudeste de Puerto Rico perteneciente a la familia Eleutherodactylidae.
Vive cerca de los ríos y en bosques húmedos.
Se encuentra amenazada por la pérdida de su hábitat natural.